# Thelosia jorgenseni
Thelosia jorgenseni är en fjärilsart som beskrevs av William Schaus 1927. Thelosia jorgenseni ingår i släktet Thelosia och familjen silkesspinnare. Inga underarter finns listade i Catalogue of Life.